# Hamelincourt
Hamelincourt ist eine französische Gemeinde im Département Pas-de-Calais in der Region Hauts-de-France. Sie gehört zum Kanton Bapaume im Arrondissement Arras.

## Lage
Die Gemeinde Hamelincourt liegt im Südosten des Artois, zwölf Kilometer südlich von Arras. Nachbargemeinden von Hamelincourt sind Boisleux-Saint-Marc im Norden, Boyelles im Nordosten, Ervillers im Südosten, Courcelles-le-Comte im Süden, Moyenneville im Westen sowie Boisleux-au-Mont im Nordwesten. Der nächste Bahnhof befindet sich in Courcelles-le-Comte.

## Bevölkerungsentwicklung
| Jahr                       | 1962 | 1968 | 1975 | 1982 | 1990 | 1999 | 2006 | 2015 | 2022 |
| -------------------------- | ---- | ---- | ---- | ---- | ---- | ---- | ---- | ---- | ---- |
| Einwohner                  | 257  | 251  | 215  | 210  | 198  | 249  | 264  | 259  | 262  |
| Quellen: Cassini und INSEE |      |      |      |      |      |      |      |      |      |

## Sehenswürdigkeiten
- Kirche Saint-Vaast

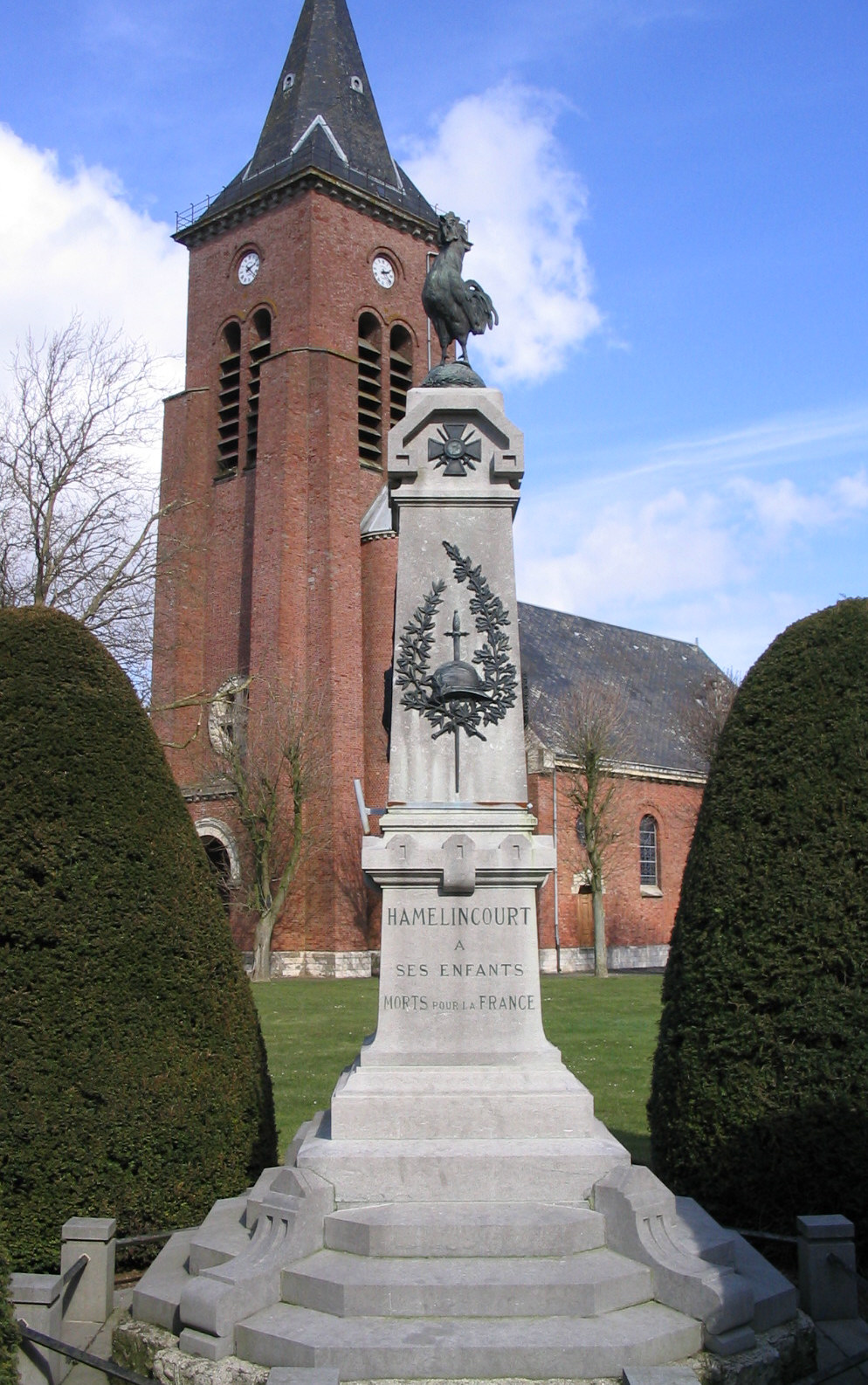
Gefallenendenkmal vor der Kirche Saint-Vaast